# Săvăstreni, Brașov
Săvăstreni este un sat în comuna Recea din județul Brașov, Transilvania, România.

## Istorie
În anul 1733, când episcopul unit Inocențiu Micu-Klein a decis organizarea unei conscripțiuni în Ardeal, în localitatea Săvăstreni, ortografiat Szevesztrény, erau recenzate 37 de familii, adică vreo 185 de persoane. Din registrul aceleiași conscripțiuni, mai aflăm că la Săvăstreni, în anul 1733 slujea, la biserica din sat, preotul greco-catolic Sorban (Șerban). Din același document aflăm și faptul că de pe fânețele parohiei se strângea cantitatea de 1 car de fân. Denumirea satului: Szevesztrény, precum și numele preotului erau notate în ortografie maghiară, întrucât rezultatele recensământului erau destinate unei comisii formate din neromâni, în majoritate unguri.

## Imagini

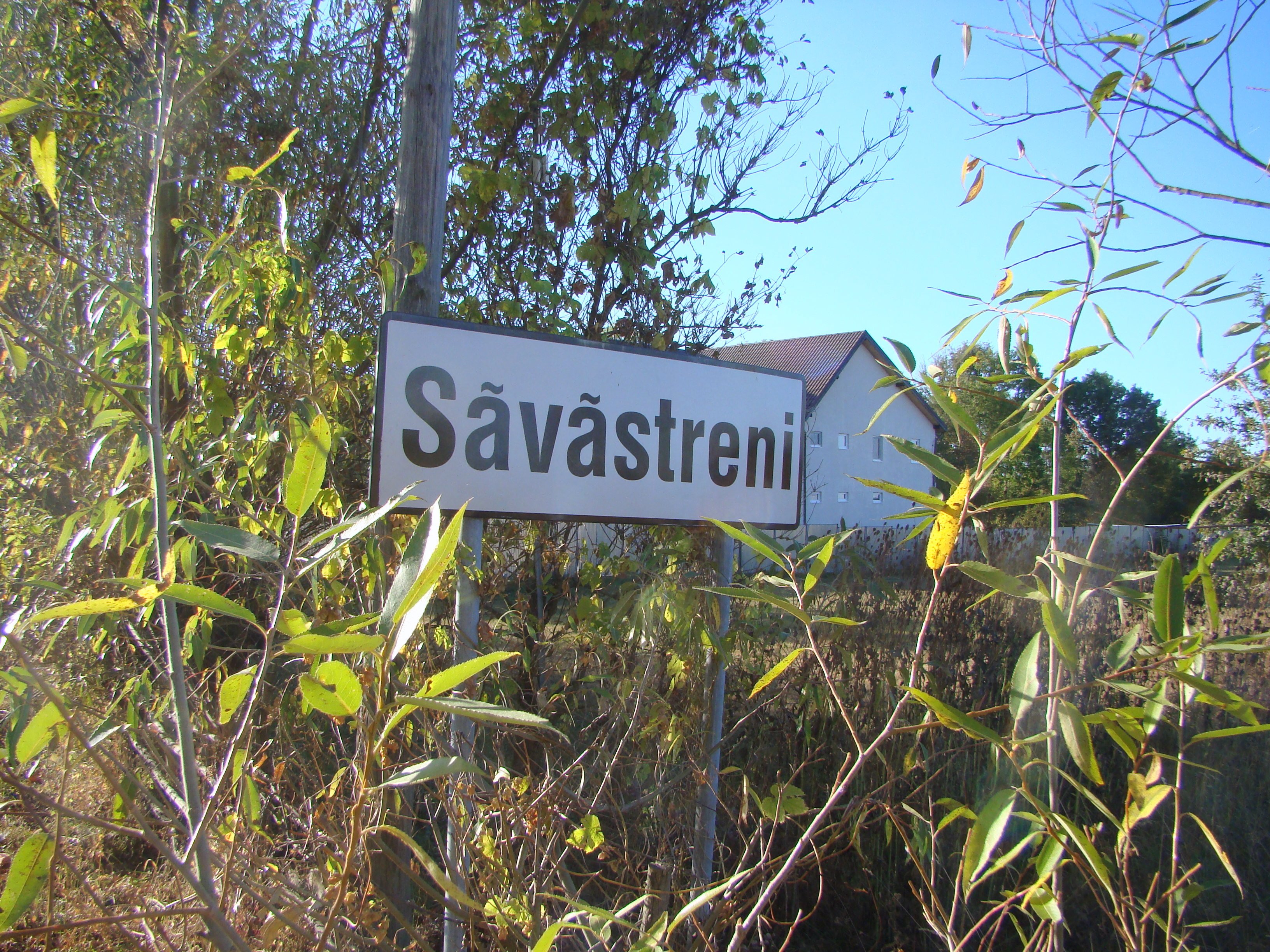
Intrarea în localitate
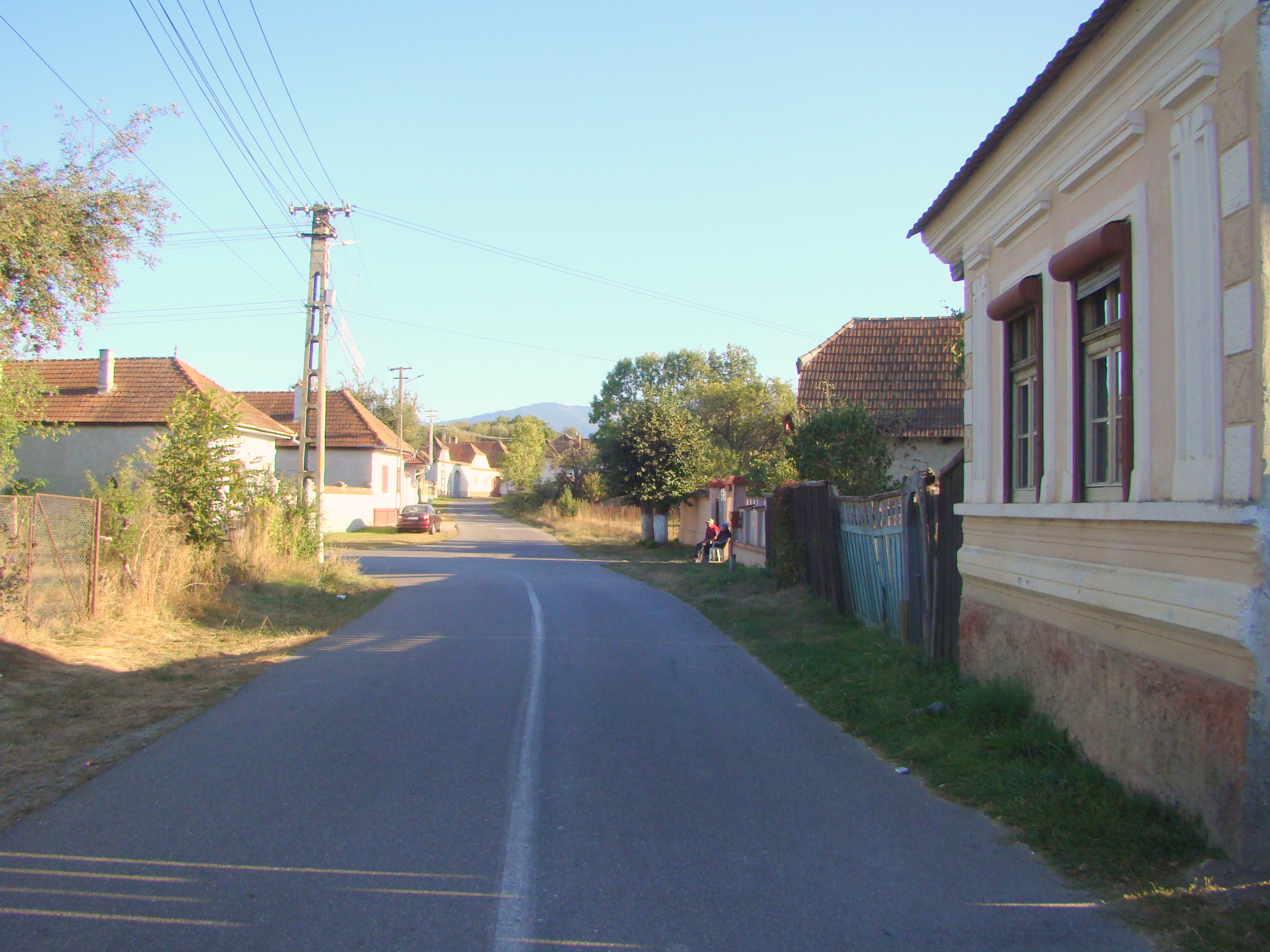
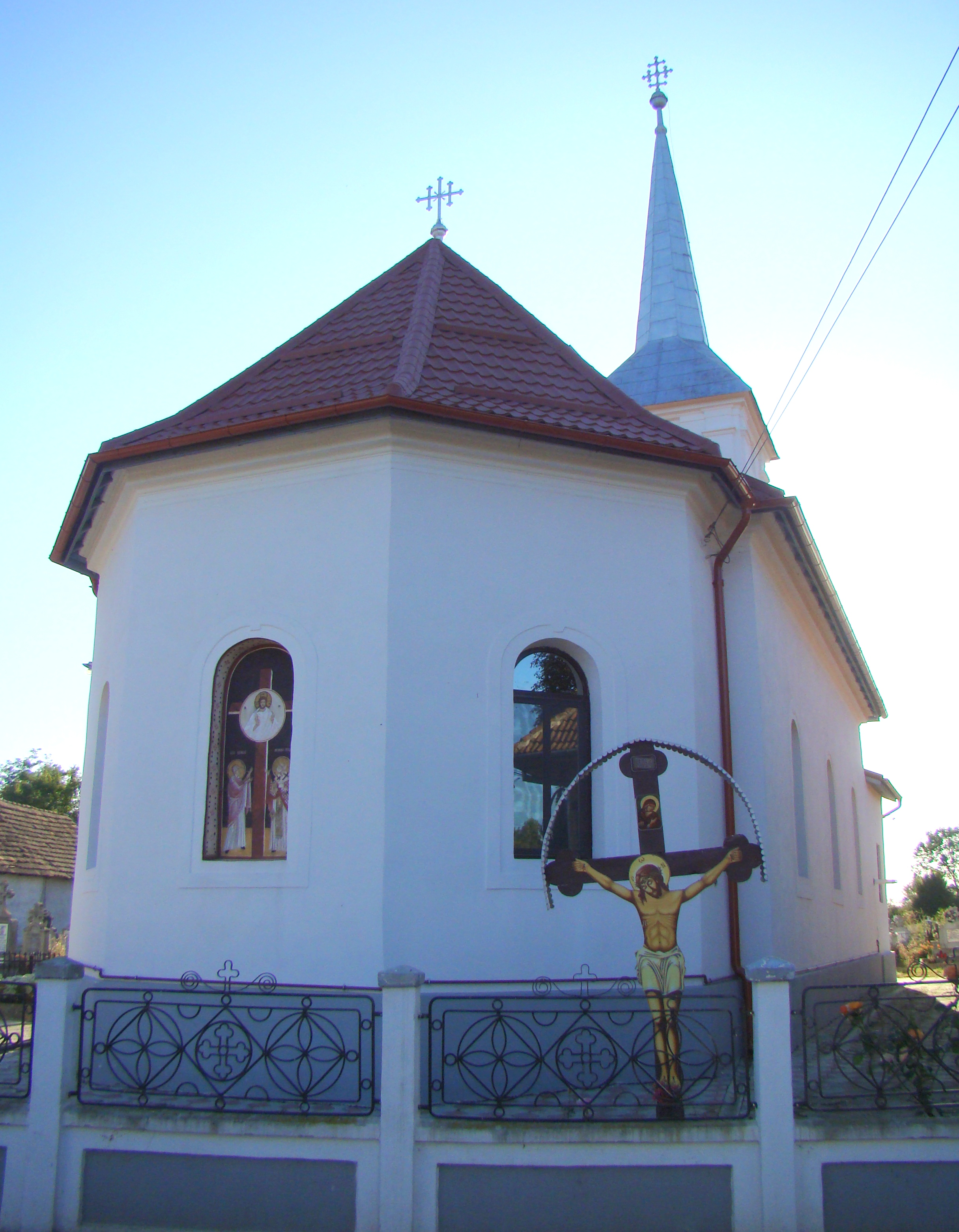
Biserica „Sfântul Ierarh Nicolae”
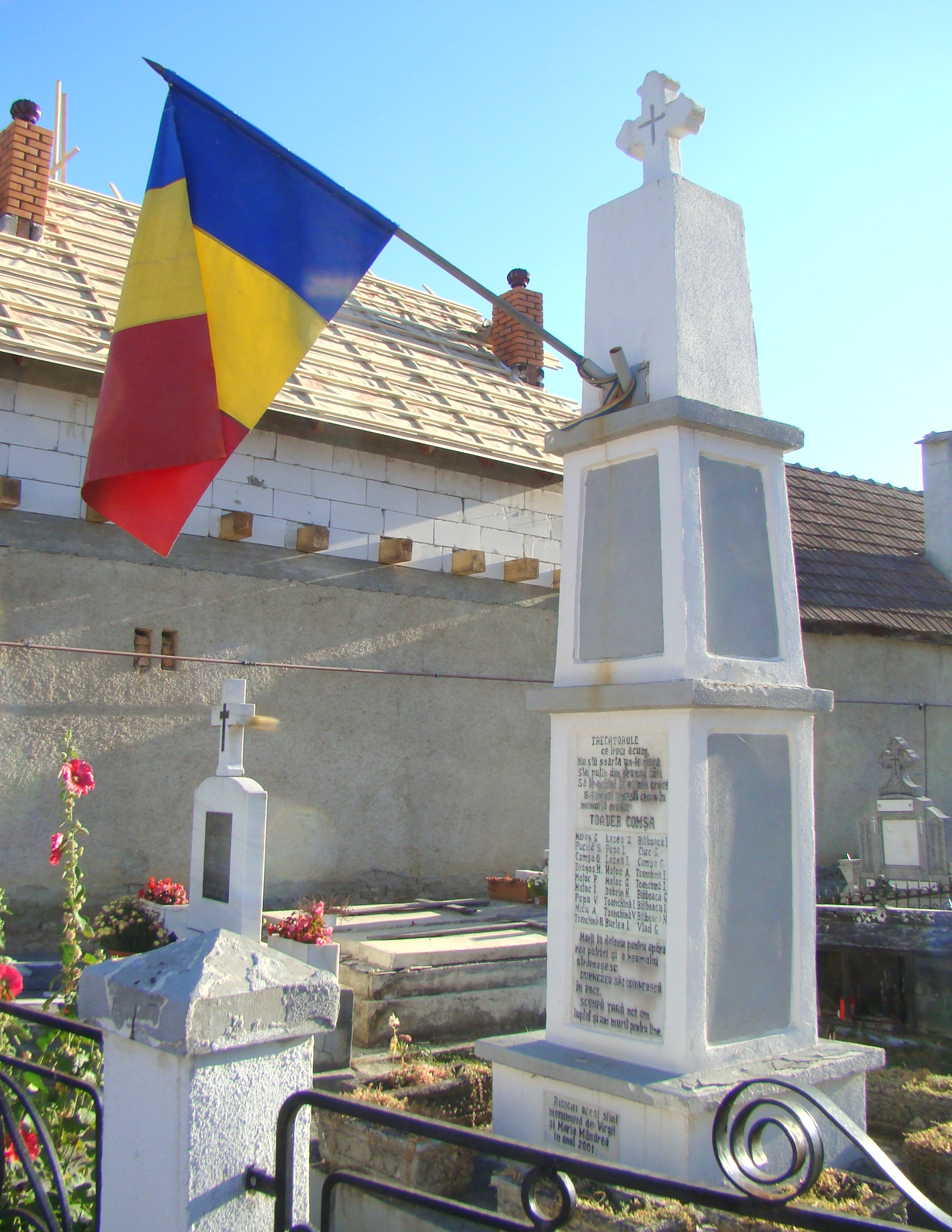
Monumentul eroilor